# 菲律賓—韓國關係
菲律賓—韓國關係（韓語：대한민국-필리핀 공화국 관계）是指大韩民国和东南亚国家菲律宾之間历史上与现代的雙邊關係。菲律宾1949年3月3日就与大韩民国建立正式外交关系，是东南亚最早与韩国建交的国家。在韓戰期間，菲律賓曾參戰支援南韓。两国也长期被视为美国在亚太地区重要的盟友，并因意识形态相近而保持着紧密友好的關係。部分与菲律宾建交，但未在菲國开设大使馆的国家，亦委任驻韩大使为兼任驻菲大使。

## 历史
朝鲜王朝已经与西班牙殖民帝国统治下的菲律宾建立了初步联系，1802年1月29日（朝鲜纯祖二年），朝鮮國渔民文順得在从琉球国返回家乡途中于海上遭遇风暴，漂流到琉球以南的菲律宾吕宋岛，在滞留期间，文氏在吕宋岛学习当地语言、以帮助中国商人进行大米贸易为生，直到1803年8月才离开该岛，回到他位于朝鲜黑山岛的家:93-94。当时被放逐到黑山岛的学者丁若銓为文順得撰写了《漂海录》，描述了文氏漂流出海的经历，并记录了他所识记的54个菲律宾当地語言的单词。1809年，文顺得在济州岛发现了三名漂流至此的菲律宾人，并帮助他们回到了菲律宾。在第二次世界大战期间，日本政府从日占朝鮮强制征兵，其中也有部分朝鲜士兵在菲律宾与盟军交战。

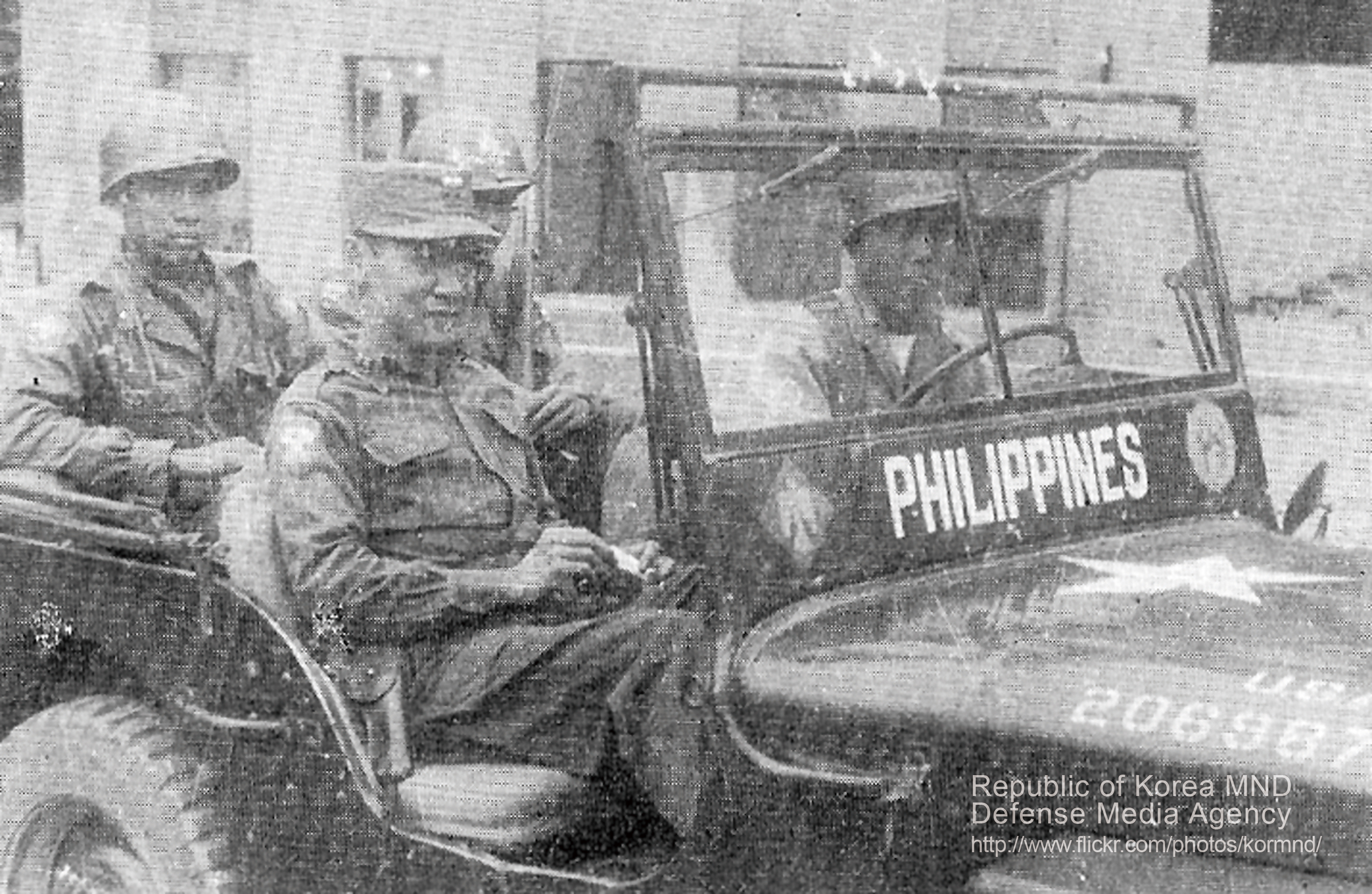
韩战时期，支援韩国的菲律宾士兵

第二次世界大战结束后，菲律宾共和国及大韩民国分别于1946年、1948年成立，大韩民国政府成立后，开始与菲律宾发展外交联系，两国亦于1949年3月3日建立正式外交关系。菲律宾从而成为继中华民国之后，第二个与韩国建交的亚洲国家:27。而在韩战时期，奉行反共主义的菲律宾政府，也作為韓戰參戰國兵援了甫建交的韩国。
韩朝双方停火后，双边关系友好顺利进展，韩国于1954年委任金永琦出任第一任駐菲公使。而菲律宾亦于同年委任托马斯·德·卡斯特罗（Tomas G. De Castro）为首任驻韩公使，1958年又将驻韩公使馆升格为大使馆并派遣常任大使。在越南战争期间，两国作为美国的盟友共同支援了南越，而韩国总统朴正熙也在1966年10月出访了菲律宾，以参加在当地举行的馬尼拉首腦會議。随着经济实力的增强，韩国开始谋求更高的国际威望，加强与菲律宾等东南亚国家的首脑外交，韩国总统全斗焕亦于1981年访问了包括菲律宾在内的东盟五国，而1988年的汉城奥运会也对菲律宾等东南亚国家产生了较大触动:28。由于意识形态的相悖，直到20世纪末，菲律宾也是为数不多未与北韓政權建交的亚洲国家之一。
随着韩国与菲律宾相继在第三波民主化浪潮中实现政治民主化，韩国将对东盟诸国的外交提升到战略层面，其与菲律宾在各领域的合作关系也得到了一定拓展:28。除了频繁的高层互访外，韩、菲两国也致力于在经济技术、文教及军事与安全等领域巩固发展关系。

## 经贸交流

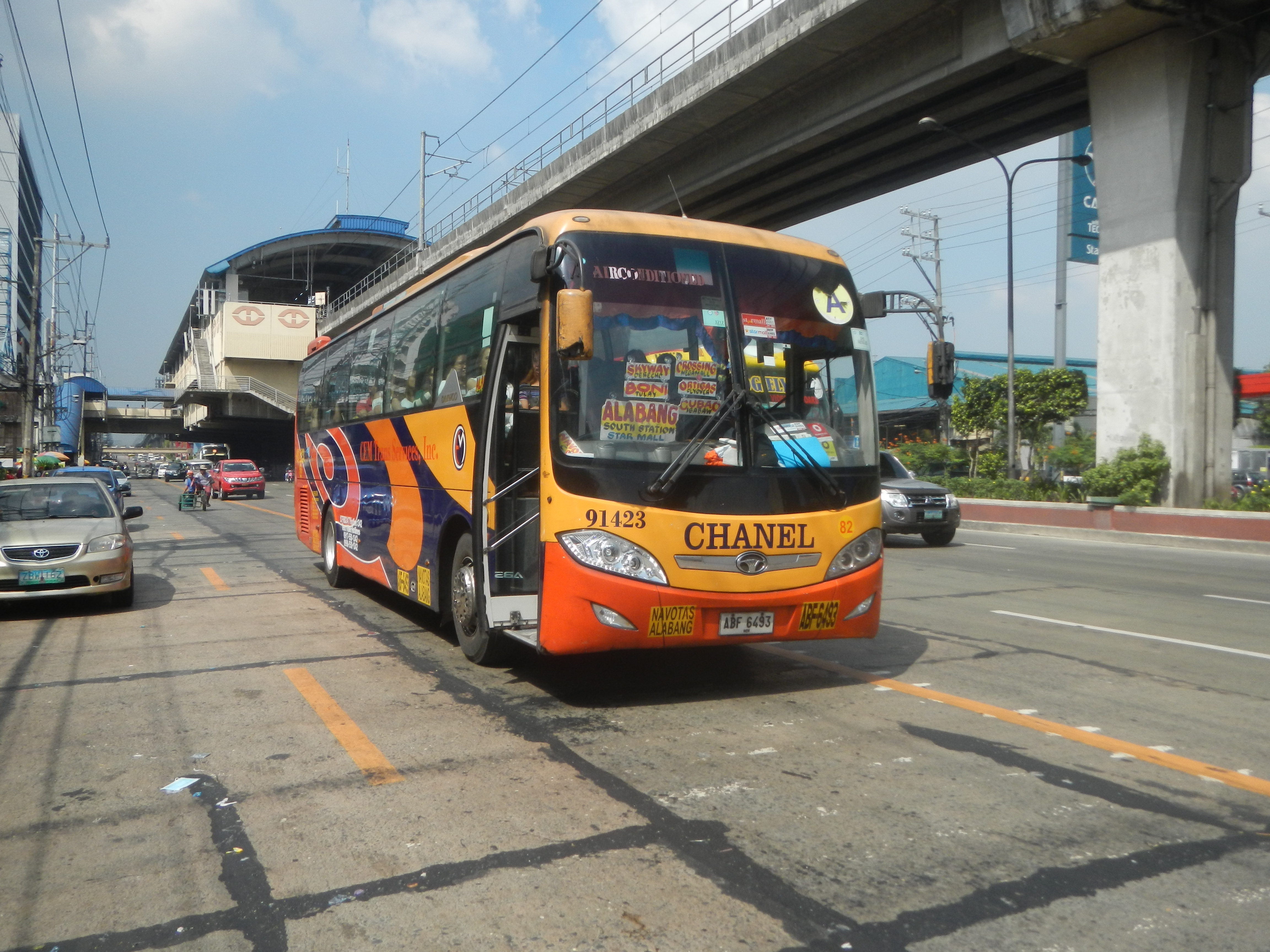
菲律宾奎松市的一辆大宇巴士

韩、菲两国于1961年2月签署首个贸易协定，随着韩国經濟的騰飛、以及双边经贸合作关系的加强，韩国已经成为菲律宾主要的贸易伙伴之一。據經濟複雜性研究中心統計，2021年，南韓共向菲律宾出口92.3億美元，主要出口產品有集成电路、电线、石化制品等，科技含量相對較高，但部分產品也與中國產品存在着激烈競爭:157；同年，菲律宾則向南韓出口了31.9億美元，主要出口香蕉、机械部件等。
2019年，韩、菲两国开始就签订自由贸易协定事宜进行谈判，两国间的自贸协定最终于2023年9月签订，以促进雙邊貿易的开展，韩国產業通商資源部官员亦指出自贸协议生效，将有助于韩国商品的出口，提高其产品在菲律宾的市占率。除自贸协定外，两国还签署了在交通、经济通商、再生能源、科学技术、基础设施等领域合作的协议，为两国经贸投资的进一步发展提供了法理依据。

## 人文交流
韩国在菲律宾开展了一些经济技术援助，重点支持了菲律宾的低碳绿色增长计划，以帮助后者在改善经济状况的同时，维护生态环境:29。2019年，韩国对菲援助金额达7634万美元，为菲律宾仅次于日本、美国的第三大援助来源国，而菲律宾也是接受韩国經援最多的国家之一:163。
在文化领域，韩国致力于加強與菲律賓的文教交流，自1990年举行“东盟文化周”以来，韩国文化在菲律宾的影响力得到了一定的加强:30-31，菲律宾国内已拥有数所世宗学堂，以为当地民众提供韩语教育，韩国还在马尼拉设立了韩国文化院，以增进韩国文化在当地的传播:31。一些韩国影视剧、K-pop团体也在菲律宾受到欢迎:163。加之，菲律宾亦于2004年与韩国签订人力输出谅解备忘录后，菲国移工在韩国的人數也逐年增加，一些韩国人也与菲律宾籍外裔配偶通婚，从而使菲裔成為在韓外籍人士的主要構成份子之一:162-163。
與其他工業化已開發國家相比，韓國的英語總體流利程度相對較低，自20世纪90年代起，距离韩国較近的菲律宾便开始提供學費便宜的英文课程，以帮助他们提升在韩国国内的竞争力，加之菲律宾气候较之韩国更为温暖，住房的成本低廉，一些韩国人也开始移居到该国，从而使后者成为東南亞最大的韓僑聚居地。